# Alan-Joseph Raude
Alan-Joseph Raude, sovint sobreanomenat Ron Peniarth, (1923-) és un lingüista francès.
Efectuà els seus estudis a París i el 1939, ja freqüenta l'École pratique des hautes études, a la Sorbona. S'interessa des de llavors en la lingüística cèltica (branca que inclou el bretó i el gaèlic entre d'altres). El 1942-1943, integra un equip de recerca folclòrica al Museu Nacional de Tradicions Populars de França, juntament amb Jef Le Penven i René-Yves Creston.
El 1945, esdevé sergent-intèrpret a les Welsh Guards, a Alemanya. S'inscriu el 1946 a la universitat de Bonn als curs de lingüística celta, germànica i romànica. El 1948 és traductor tècnic al Centre tècnic de maquinària agrícola de París, i després al Centre de documentació siderúrgica el 1950. El 1953 desenvolupa altra vegada la seva feina de traductor, aquesta vegada a la companyia IBM. El mateix any, participa en el Gorsedd de Bretanya i entra en dissidència (sembla que va ser exclòs per François Taldir-Jaffrenou). El 1961 es converteix en director comptable a la Cooperativa d'agricultors a Landerneau. L'any 1980 es renoven les seves relacions amb la Gorsedd de Bretanya.
Retornà al Gran druida l'estendard de la Gorsedd i la Gran Espasa d'Artur que havien estat a les seves mans durant vint-i-sis anys. Nomenat Arouezvarzh, s'abstengué no obstant això, de participar en tota la cerimònia. L'escissió de 1953 fou des de llavors considerada acabada.
Una comissió lingüística creada per Les Amis du Parler Gallo elaborà un projecte de grafia normalitzada comuna a diverses varietats lingüístiques i, a partir d'això, Alan-Joseph Raude escriu Écrire le gallo, referència de l'ortografia d'aquesta llengua. Escriu també la crònica «Bretagne Romane» dins la revista de la federació Kendalc’h. És membre d'Ar Falz.

### Obres
- L'origine géographique des Bretons armoricains. Sèrie d'estudis i recerca de Dalc'homp Soñj
- Écrire le gallo : précis d'orthographe britto-romane
- Petite histoire linguistique de la Bretagne
- Introduction à la connaissance du gallo
- Liste des communes galaises du département des Côtes-d'Armor (amb la col·laboració de Jean-Luc Ramel)
- Liste des communes du département de l'Ille-et-Vilaine (amb la col·laboració de Jean-Luc Ramel)
- Liste des communes du département de Loire-de-Bretagne (amb la col·laboració de Jean-Luc Ramel)
- Liste des communes galaises du département du Morbihan (amb la col·laboració de Jean-Luc Ramel)

### Articles
- Le droit des langues dans l'Europe nouvelle, a Ar Vro, n° 18, abril 1963, pp. 47-51